# 猫耳少女は森でスローライフを送りたい
『猫耳少女は森でスローライフを送りたい』（ねこみみしょうじょはもりでスローライフをおくりたい）は、yoccoによる日本のライトノベル。小説投稿サイト「小説家になろう」「カクヨム」にて2021年6月12日から8月21日まで連載された。書籍版は2022年1月よりアース・スターノベル内のレーベル「アース・スター ルナ」（アース・スター エンターテイメント）から刊行されており、イラストはわたあめ。
東385による漫画版が、ウェブコミック配信サイト『WEBコミックガンマぷらす』（竹書房）にて2024年4月16日より連載中。

## あらすじ
動物好きでありながら、アレルギー体質のため触れ合うことができなかった社畜OL・チセ。ある日、猫をかばって命を落とすが、その行動が神の目に留まり、異世界への転生を許される。憧れであった“もふもふ”たちに囲まれながら、森のアトリエで穏やかな暮らしが始まる。

## 登場人物
チセ
大の動物好きながら、体質的なアレルギーのため接することすら叶わなかった会社員。猫を庇って命を落とした彼女の行為が神に認められ、異世界へ転生した。

## 既刊一覧

### 小説
- yocco（著）・わたあめ（イラスト） 『猫耳少女は森でスローライフを送りたい1〜もふもふは所望しましたが、聖女とか王子様とかは注文外です〜』、アース・スターエンターテイメント〈アース・スター ルナ〉、2022年1月15日発売[7]、ISBN 978-4-8030-1604-8

### 漫画
- yocco（原作）・東385（漫画）・わたあめ（キャラクター原案） 『猫耳少女は森でスローライフを送りたい 〜もふもふは所望しましたが、聖女とか王子様とかは注文外です〜』 竹書房〈バンブーコミックス〉、既刊2巻（2025年3月6日現在）
  1. 2024年9月6日発売[6]、ISBN 978-4-8019-8418-9
  2. 2025年3月6日発売[8]、ISBN 978-4-8019-8593-3